# One and Only Man
One and Only Man is een nummer van de Britse zanger Steve Winwood uit 1990. Het is de eerste single van zijn zesde soloalbum Refugees of the Heart.
Met "One and Only Man" maakte Winwood zijn muzikale comeback na een pauze van anderhalf jaar. Het nummer flopte echter in zijn thuisland het Verenigd Koninkrijk met een 87e positie, in Noord-Amerika was het succesvoller en werd het een top 20-hit. In Nederland werd de plaat een mager succesje met een 7e positie in de Tipparade in de laatste weken van 1990.